# Aeroportul Jiagedaqi
Aeroportul Jiagedaqi (IATA: JGD, ICAO: ZYJD) este un aeroport din Jiagedaqi District⁠(d), Daxing'anling Prefecture⁠(d), Heilongjiang, Republica Populară Chineză ce deservește zona Jiagedaqi District⁠(d). Aeroportul a fost tranzitat în 2022 de 97.124 de pasageri. A fost deschis în 19 iunie 2012.
Aeroportul dispune de o singură pistă.